# Armstrong megye (Pennsylvania)
Armstrong megye az Amerikai Egyesült Államokban, azon belül Pennsylvania államban található. Megyeszékhelye és legnagyobb városa Kittanning. Lakosainak száma 65 558 fő (2020. április 1.). Armstrong megye Clarion, Jefferson, Indiana, Westmoreland, Allegheny és Butler megyékkel határos.

## Népesség
A megye népességének változása:
| Lakosok száma | 68 833 | 68 644 | 68 367 | 68 107 | 67 052 | 65 558 |
|               | 2010   | 2011   | 2012   | 2013   | 2015   | 2020   |